# جامعه زنان انقلاب اسلامی
جامعهٔ زنان انقلاب اسلامی ایران حزبی ملی-مذهبی است که به دبیرکلی اعظم طالقانی فرزند سید محمود طالقانی به همراهی تعدادی از زنان فعال در امور اجتماعی، سیاسی و فرهنگی در سال‌های قبل انقلاب اسلامی شروع به فعالیت کرد. 
این حزب پس از سال‌ها فعالیت و تلاش، برای اخذ مجوز از وزارت کشور نهایتاً در تاریخ ۱ خرداد ۱۳۶۹ مرامنامه و اساسنامهٔ خود را به تصویب مجمع عمومی و سپس کمیسون احزاب در وزارت کشور رساند و در تاریخ ۴ آذر ۱۳۷۱ موفق به اخذ پروانهٔ تأسیس از وزارت کشور شد. ازجمله اعضای این تشکل علاوه بر طاهره طالقانی دبیرکل می‌توان به خانم‌ها و آقایان صدیقه کنعانی، فاطمه طاهری، صدیقه مقدم، محمدعلی اکرمی‌راد، جواد رحیم‌پور سردبیر پیام ابراهیم، غلامرضا جعفری مدیرمسئول پایگاه خبری ایرانیان فردا، جعفر زمانی، فاطمه پزشک، رقیه زارع‌پور، منیژه فتحی، غلامرضا شادبختی، زهرا زالی، معصومه دهقان، حانیه علیزاده، جهانمیر پیشبین، مژگان خان‌زاده، حسین ارغوانی، فرزین اجلالی، زهره محققی، منصوره حمصیان اتفاق، سرور صحرانورد، سعیده سعیدی، فاطمه بیگدلی آذری، حمیدرضا رسولیان، فرح آقامحسنی و ... اشاره کرد. پس از درگذشت اعظم طالقانی خواهر او طاهره طالقانی به دبیرکلی این حزب انتخاب شد.

## مرامنامه حزب
این حزب در مقدمه مرامنامه خود با اشاره به انقلاب مشروطه و نهضت ملی به بیان ریشه‌های فکری خود پرداخته و بیان می‌کند که خود را در جریان ملی-مذهبی تعریف می‌کند و می‌آورد: "نهصت مشروطه و نهضت ملی شدن صنعت نفت زمینه پیدایش جریانات ملی و ملی-مذهبی با هدف استقلال کشور و نفی حاکمیت بیگانه، عدالت در برخورداری ملت از حقوق شهروندی، برابری و برادری گردید و حرکت انقلابی مردم ایران در بهمن ۱۳۵۷ را رقم زد و با همین آرمان به پیروزی رسید."
همچنین در ذیل مبانی فکری و عقیدتی خود می‌آورد:
1. تأکید بر هویتی برخاسته از جریان نوگرایی و نواندیشی دینی

1. تاکید بر ارزش‌های اولیه انقلاب
2. تلاش در توسعه و تحکیم مبانی و شاخص‌ها و ارگان دموکراسی.

شاخص‌های دموکراسی: (اصل حاکمیت مردم، نظارت همگانی، قدرت دوره‌ای، اصالت قانون، تفکیک قوا، آزادی اندیشه، بیان و سیاسی، برابری سیاسی و حقوقی (و ارکان دموکراسی) قانون اساسی، احزاب سیاسی و مطبوعات آزاد و مستقل)
1. باور به توسعۀ همه‌جانبه سیاسی، اقتصادی، اجتماعی و فرهنگی و حفاظت از منابع طبیعی کشور (توسعه پایدار)
2. باور به تمامیت ارضی و انسجام جغرافیایی ایران، پاسداری از استقلال کشور و اقتدار ملی ملت ایران.
3. به رسمیت شناختن نقش جامعۀ مدنی در تغییرات سیاسی اجتماعی و تحولات قدرت.
4. باور به مشی اصلاحات کنشگرانه، تغییرات تدریجی و فرایندمحوری در مسیر تغییر.
5. پرداختن و تعریف مسئلۀ زنان ذیل جریان دموکراسی‌خواهی، آزادی‌طلبی و حقوق بشر.
6. به رسمیت شناختن هویت یکپارچۀ ملی با تأکید بر احقاق حقوق همۀ اقوام و گرایش‌های فرهنگی اجتماعی و سیاسی مسالمت‌جو، متأثر از نگاه رحمانی دین و اعلامیۀ جهانی حقوق بشر.
7. باوربه لزوم کاربرد روش‌های خشونت‌پرهیز و مسالمت‌جو و تأکید بر رواداری و تساهل و تسامح."[۳]